# La lista (película de 2022)
La lista es una película de suspenso paraguayo-argentina de 2022 dirigida y escrita por Michael J. Hardy. La película está protagonizada por Fernando Abadie, Claudia Scavone, Nathan Haase, Javier Enciso, Héctor Silva, Jesús Pérez y Eduardo Cano.
Antes de su estreno, la película ya fue declarada de interés cultural en Paraguay.

## Sinopsis
Una adinerada familia de exiliados regresa de Estados Unidos para recuperar sus vidas, tras la caída de una brutal dictadura. Sin embargo, el nuevo gobierno los acusa de colaborar con el régimen y los recién llegados deben sobrevivir una noche sin ley. Son 12 horas que se concede a quienes buscan vengarse por sus propias manos.

## Reparto
- Fernando Abadie como Juan Torres
- Claudia Scavone como Gabi Torres
- Nathan Haase como Mark
- Javier Enciso como Hombre loco
- Héctor Silva como Judge Peña
- Jesús Pérez como El General
- Eduardo Cano como Comandante López

## Producción
Durante una entrevista para La Nación del 2 de junio de 2020, el director Michael J. Hardy reveló que el presupuesto rondaba los $100.000 y comentó que la trama de La lista tomó como inspiración sus vivencias personales durante el período en el que se desempeñó como oficial del ejército estadounidense y especialista en contraterrorismo en diferentes partes del mundo.

### Rodaje
El rodaje comenzó el 25 de febrero de 2020 en Asunción, Paraguay y finalizó a mediados de marzo del mismo año.

## Lanzamiento
El estreno de la película se retrasó debido a la pandemia de COVID-19. Tuvo su estreno mundial el 7 de octubre de 2022 en el Festival Internacional de Cine de Marbella, luego se estrenó comercialmente el 12 de enero de 2023 en salas paraguayas a nivel nacional.